# Badenerstrasse
Die Badenerstrasse, früher auch Badener Landstrasse, ist eine ungefähr fünf Kilometer lange Strasse im Westen von Zürich. Sie beginnt bei der Sihl am Rande der Altstadt und führt zur Stadtgrenze bei Schlieren. Sie ist Teil des alten Verkehrswegs von Zürich nach Baden im Kanton Aargau.

## Verlauf
Die Badenerstrasse beginnt bei der Sihlbrücke und führt zum Stauffacher im Zentrum der ehemaligen Gemeinde Aussersihl. An dieser Stelle kreuzt sie die Stauffacherstrasse, die den Verkehr vom linken Seeufer in Richtung Wipkingen führt. Am Zweierplatz biegt die Badenerstrasse nach rechts ab – geradeaus führt die Zweierstrasse zur Schmiede Wiedikon und zum Stadtspital Triemli. Die Badenerstrasse führt nun am Bezirksgebäude vorbei, das der Hauptsitz des Bezirksgerichts ist. Ab der Kreuzung mit der Kalkbreitestrasse bildet die Badenerstrasse die Grenze zwischen den Stadtkreisen Aussersihl und Wiedikon. Sie führt am Tramdepot Wiedikon der VBZ vorbei, überquert den Einschnitt der linksufrigen Zürichseebahn und quert die Seebahnstrasse, die Teil der Westtangente ist. An dieser Kreuzung steht die Wohnsiedlung Lochergut. Hinter diesem kreuzt die Badenerstrasse die Sihlfeldstrasse, die früher für den südwärts führenden Verkehr der Westtangente genutzt wurde. An der Wohnsiedlung Zurlinden vorbei, der ersten städtischen Wohnsiedlung in Zürich, erreicht die Badenerstrasse den Albisriederplatz. Hier zweigt links die Albisriederstrasse ab, die nach Albisrieden führt, rechts führt die Hardstrasse zum Hardplatz und zur Hardbrücke.
Nach weiteren 600 Metern erreicht die Badenerstrasse den FC-Zürich-Platz beim Stadion Letzigrund. Der Name des Platzes ist nicht offiziell, erinnert aber an einen der beiden Heimclubs des Stadions. An dieser Stelle verlässt die Badenerstrasse die beiden Stadtkreise Aussersihl und Wiedikon und tritt in das Gebiet der ehemaligen Gemeinde Altstetten ein. An der VBZ-Zentralwerkstätte vorbei erreicht die Badenerstrasse die Kreuzung mit der Luggwegstrasse. Sie ist die Fortsetzung der Europabrücke und bringt den Verkehr von Höngg in die Badenerstrasse, die ab der Kreuzung als Strasse mit Verbingsungsfunktion geführt wird. Die Badenerstrasse führt durch das Zentrum von Altstetten mit dem Lindenplatz und erreicht den Farbhof. An dieser Stelle mündet die Hohlstrasse ein, die parallel zur Badenerstrasse verläuft. Sie ist ebenfalls eine Strasse mit Verbindungsfunktion und bringt den Verkehr von der Westtangente zur Badenerstrasse, welche die Südseite des Gleisfelds auf der linken Seite des Limmattals erschliesst. Nach dem Farbhof unterquert die Badenerstrasse die Bahnstrecke Zürich–Zug und erreicht bei der Hermetschloobrücke die Stadtgrenze.
Auf der ganzen Länge der Badenerstrasse verkehrt die Tramline 2. Seit September 2019 führt die Linie über den Farbhof hinaus bis Schlieren (1. Etappe der Limmattalbahn). Auf dem Abschnitt Sihlbrücke – Albisriederplatz wird sie zudem von der Tramlinie 3 befahren.

## Geschichte
Die Badenerstrasse ist ein sehr alter Verkehrsweg, der schon in römischer Zeit genutzt wurde. Sie nahm später ihren Ausgang an der alten Stadtbefestigung, zuerst beim Rennwegtor, später an der Sihlporte. Diese waren die einzigen fahrbaren Durchgänge in der Stadtmauer auf der linken Seite der Limmat.
Der Durchgangsverkehr Richtung Stadt benutzte seit den 1910er-Jahren die Bernerstrasse, sodass der Badenerstrasse mehrheitlich eine lokale Erschliessungsfunktion zukommt.